# Niederschleinz
Niederschleinz ist ein Dorf, eine Ortschaft und eine Katastralgemeinde der Marktgemeinde Sitzendorf an der Schmida im Bezirk Hollabrunn im westlichen Weinviertel in Niederösterreich. Die Ortschaft hat 300 Einwohner (Stand 1. Jänner 2024). Bis Ende 1970 war Niederschleinz eine eigenständige Gemeinde.

## Geografie
Der aus Burgschleinitz kommende Schleinzbach durchfließt den Ort und mündet anschließend in die Schmida.

## Geschichte
Laut Adressbuch von Österreich waren im Jahr 1938 in der Ortsgemeinde Niederschleinz ein Fleischer, ein Futtermittelhersteller, zwei Gemischtwarenhändler, ein Maurermeister, eine Milchhandlung, zwei Schmiede, zwei Schneiderinnen, drei Schuster, ein Tischler, ein Viktualienhändler und mehrere Landwirte ansässig.
Mit 1. Jänner 1971 wurden im Zuge der Niederösterreichischen Kommunalstrukturverbesserung die bis dahin selbständigen Gemeinden Braunsdorf, Frauendorf an der Schmida, Goggendorf und Niederschleinz nach Sitzendorf an der Schmida eingemeindet.

## Persönlichkeiten
- Leopold Matha, Maurermeister, war an zahlreichen Gebäuden der näheren Umgebung tätig

## Sehenswürdigkeiten
- Pfarrkirche Niederschleinz „Zum heiligen Leopold“, ein spätgotischer, barockisierter Bau
- Kellergasse, die längste des Schmidatals